# Dorfkirche Altreetz

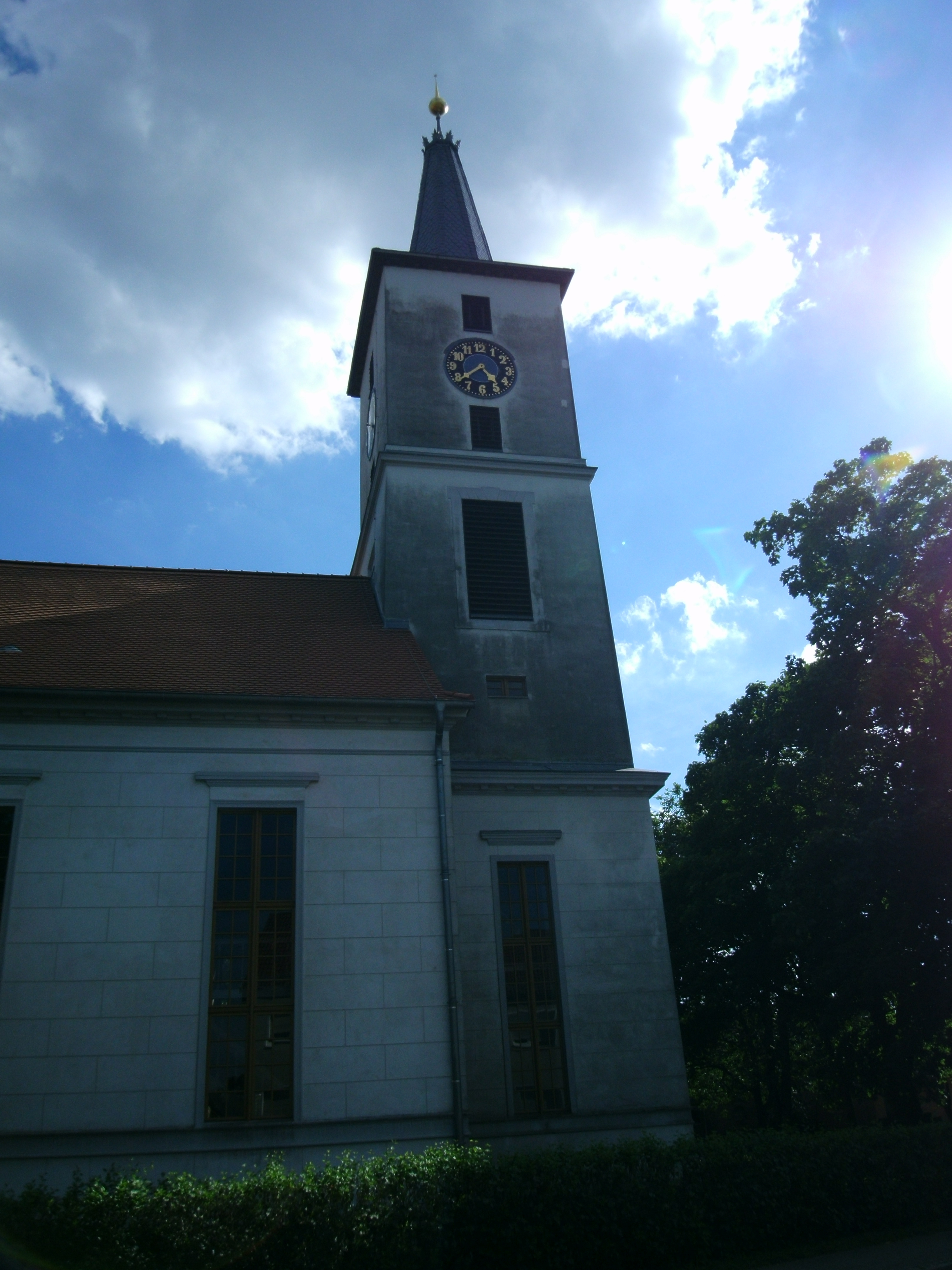
Dorfkirche Altreetz

Die denkmalgeschützte, evangelische Dorfkirche Altreetz steht in Altreetz, einem Ortsteil der Gemeinde Oderaue im Landkreis Märkisch-Oderland von Brandenburg. Sie gehört zum Pfarrsprengel Neulietzegöricke im Kirchenkreis Oderland-Spree der Evangelischen Kirche Berlin-Brandenburg-schlesische Oberlausitz.

## Beschreibung
Die mit Quaderputz verzierte Saalkirche wurde am 2. November 1828 eingeweiht. Sie besteht aus einem Langhaus und dem mit einem schiefergedeckten, achtseitigen Knickhelm bedeckten Kirchturm im Westen. 
Der Innenraum ist mit einer bemalten Flachdecke überspannt, die mittels Trompe-l’œil wie eine Kassettendecke aussieht. Die Pfeiler, auf denen die Emporen stehen, sind bis zur Decke hochgeführt, um sie zu stützen. Zur Kirchenausstattung gehört ein Kanzelaltar, dessen Kanzel zwischen vier Pilastern eingebaut ist. 
Die Orgel im dreiteiligen Prospekt hat 18 Register, zwei Manuale und Pedal. Sie wurde 1840 von Carl August Buchholz gebaut.